# Avada Kedavra
Unul dintre cele trei Blesteme de Neiertat (celelalte două fiind Cruciatus și Imperius), blestemul Avada Kedavra este fatal. Singura persoană care i-a supraviețuit este Harry Potter. Mama lui Harry (Lily Potter) s-a sacrificat pentru el iar sacrificiul său l-a făcut pe Harry Potter la fel de faimos ca Lordul Cap-de-Mort. Cel care folosește unul dintre cele trei Blesteme de Neiertat are "bilet" dus spre Azkaban, închisoarea vrăjitorilor. Nu orice vrăjitor poate folosi Blestemele de Neiertat și un exemplu este chiar Harry care a vrut să folosească blestemul Cruciatus asupra lui Bellatrix Lestrange dar nu a reușit deoarece furia nu este de ajuns ci trebuie să vrei să provoci (în cazul blestemului Cruciatus) durere. Un vrăjitor puternic ca Lordul întunericului poate folosi cu ușurință aceste blesteme.
În continuare, Harry a mai folosit blestemul Cruciatus când unul dintre frații Carrow a scuipat-o pe doamna McGonagall în față.
Băiatul a folosit și blestemul Imperius în misiunea de a intra în seiful lui Bellatrix din Gringots.